# Радванский, Феликс
Феликс Радванский-младший (5 января 1789, Краков — 15 октября 1861) — польский архитектор, художник, преподаватель и научный писатель, живший и работавший сначала в Краковской республике, затем, после её ликвидации в 1846 году, в Австрийской империи.

## Биография
Родился в Кракове в семье Феликса Радванского-старшего и Эльжбеты Посмановой. Окончил философский факультет Краковского университета. В 1809 году поступил на службу в артиллерию Герцогства Варшавского. Затем получил высшее военное образование в артиллерийско-инженерной школе. Сражался в рядах наполеоновской армии, дошёл до Саксонии, пережил осаду Дрездена и был взят в плен австрийцами; интернирован в венгерских землях, в 1814 году вернулся в Краков. Принимал участие в демаркации границ Краковской республики и в работе в составе Крестьянской комиссии. Вместе со своим отцом работал над созданием Краковских Плянт и проектом Кургана Костюшко. В 1817—1826 годах был окружным строителем, фактически выполняя функции главного архитектора Краковской республики. Позднее занялся педагогической деятельностью: в 1826—1833 годах возглавлял в звании профессора кафедру архитектуры и гидравлики Ягеллонского университета. В 1835—1857 годах был преподавателем земляных работ и гидротехнического строительства в Краковском техническом институте — в общей сложности проработал университетским преподавателем 28 лет.
Как архитектор не оставил большого наследия, поскольку большинство его проектов не были воплощены в жизнь. К таковым относятся «дом правительства» на месте снесённой рыночной ратуши, проект театра на Щепаньской площади, план окружения садами Казимежа, также идея создания красивой аллеи, высаженной деревьями, около въезда в Краков в районе улицы Старовислской. Из построенных по его проектам зданий известны школа в Чернихуве, плебании в Рыбне и Чулихах, реконструкция синагоги в Хшануве. Для властей Явожно составил план реконструкции приходской церкви и строительства рынка на основании данных своего отца Феликса. Он был также художником, получив знания в этой области в частном порядке, но его немногочисленные работы, по всей видимости, погибли во время Краковского пожара в 1850 году, когда в огне он потерял свою квартиру. Был женат на Людвине Базановой, в браке имел семерых детей. Состоял членом комитета по реконструкции королевского замка в Вавеле и бальнеологической комиссии. Похоронен на кладбище Раковице в Кракове.

## Издания
Наиболее известные труды его авторства: «Myśli о wyprowadzenin ludu wieskiego ze stanu podleglośći» (Краков, 1815). «Rys ogólny obecnego położenia rzeczypospoliéj krakowskiej» (1822), «O polichromii akchitektury starożytnéj» (1837), «Nauka budownictwa» (1844).